# はたふってベスト
『はたふってベスト』とは2013年1月30日に発売されたアルバム。

## 概要
アニメ「ヘタリア World Series」のエンディングテーマに使用された「はたふってパレード」をベースに、これまでアニメDVD初回限定版の特典などで発表されていた数々の各キャラVer.楽曲をひとつにまとめたもの。キャラクターごとにそれぞれ異なる歌詞、アレンジに変更した楽曲となっている。

## 収録曲
- 「はたふってパレード」オリジナルバージョン うた：イタリア浪川大輔
- 「はたふってパレード」　うた：ロマーノ浪川大輔
- 「はたふってパレード」　うた：ドイツ安元洋貴
- 「はたふってパレード」　うた：日本高橋広樹
- 「はたふってパレード」　うた：イギリス杉山紀彰
- 「はたふってパレード」　うた：フランス小野坂昌也
- 「はたふってパレード」　うた：アメリカ小西克幸
- 「はたふってパレード」　うた：ロシア高戸靖広
- 「はたふってパレード」　うた：中国甲斐田ゆき
- 「はたふってパレード」　うた：ギリシャ髙坂篤志
- 「はたふってパレード」　うた：トルコ藤本たかひろ
- 「はたふってパレード」　うた：フィンランド水島大宙
- 「はたふってパレード」　うた：スウェーデン酒井敬幸
- 「はたふってパレード」　うた：ちびロマーノ金田アキ
- 「はたふってパレード」　うた：スペイン井上剛
- 「はたふってパレード」　うた：ハンガリー根谷美智子
- 「はたふってパレード」　うた：プロイセン髙坂篤志